# Selenops rosario
Selenops rosario là một loài nhện trong họ Selenopidae.
Loài này thuộc chi Selenops. Selenops rosario được G. G. Alayón miêu tả năm 2005.